# جین کارن
جین کارن (انگلیسی: Jean Carn؛ زادهٔ ۱۵ مارس ۱۹۴۷) خواننده آمریکایی است. وی از سال ۱۹۶۹ میلادی تاکنون مشغول فعالیت بوده‌است. «اجازه نده وارد ذهنت بشه» از ترانه‌های این خواننده است. کارن آوازخوانی است که به دلیل گستره صوتی پنج اکتاوی‌اش شهرت دارد.